# Zofia Sulgostowska
Zofia Antonina Sulgostowska (zm. 12 lutego 2023) – polska archeolog, dr hab, specjalizująca się w archeologii późnego paleolitu i mezolitu na terenach wokół Morza Bałtyckiego i Europy Wschodniej

## Życiorys
W 1968 ukończyła studia historyczne i archeologiczne na Uniwersytecie Warszawskim, 14 czerwca 1983 obroniła pracę doktorską, 16 listopada 2006 habilitowała się na podstawie pracy zatytułowanej Kontakty społeczności późnopaleolitycznych i mezolitycznych między Odrą, Dźwiną i górnym Dniestrem. Studium dystrybucji wytworów ze skał krzemionkowych. 
W 1983 rozpoczęła badania na stanowisku Strzelica w Zwoleniu, które okazało się najbardziej na północ zachowanym stanowiskiem neandertalskim w Polsce. W 1986 została zatrudniona na stanowisku docenta w ówczesnym Instytucie Historii Kultury Materialnej Polskiej Akademii Nauk, oraz była sekretarzem Komitetu Nauk Pra- i Protohistorycznych PAN. W latach 1990–2011 kierowała Zakładem Epoki Kamienia. Następnie od 2012 do 2013 roku kierowała Ośrodkiem Interdyscylinarnych Badań Archeologicznych w tymże instytucie .

## Najważniejsze publikacje
- Zofia Sulgostowska, Małgorzata Winiarska-Kabacińska. 2005. Kontakty społeczności późnopaleolitycznych i mezolitycznych między Odrą, Dźwiną i górnym Dniestrem: studium dystrybucji wytworów ze skał krzemionkowych, Warszawa: Instytut Archeologii i Etnologii Polskiej Akademii Nauk
- Zofia Sulgostowska. 1989. Prahistoria międzyrzecza Wisły, Niemna i Dniestru u schyłku plejstocenu, Warszawa: Państwowe Wydawnictwo Naukowe.

## Odznaczenia
- Złoty Krzyż Zasługi (2015)[8]